# Donna Hartley
Donna Hartley, född 1 maj 1955 i Southampton, Hampshire, död 7 juni 2013 i Yorkshire, var en brittisk friidrottare inom kortdistanslöpning.
Hon tog OS-brons på 4 x 400 meter stafett vid friidrottstävlingarna 1980 i Moskva. 
Hon gifte sig med skådespelaren Bobby Knutt 1986, det var hennes andra äktenskap.